# 真羅マキ
真羅 マキ（しんら まき、1978年6月11日 - ）は、日本のAV女優。アットケイ所属。

## 略歴
2007年にAVデビュー。

## 出演作品
2007年
- 野獣美女乱交（12月1日、アニマリージョ）共演:天海ゆり、坂本梨沙、三咲エリナ、吉澤レイカ、藤咲飛鳥、竹内エミリ、高秀花

2008年
- 女に飢えたタチ（1月25日、FAプロ）他出演:浅井舞香、三田涼子、真島みゆき、今井ゆり、大越はるか、横山翔子、三咲エリナ
- 性欲への嗜欲（3月13日、MOODYZ）
- 深く、深く、奥へ中出し（5月8日、Woman）
- 半裸バスケットボール決勝大会（5月22日、SODクリエイト）共演:結城リナ、白山ゆり、新垣さや、風谷音緒、加藤けい、潤美りいの、和希美也、秋原亜由、中野遥、芹川レイラ、桃井アンナ、宮本るう、島崎佳恵
- 302号のぷりケツ奥さん。（7月17日、タカラ映像）
- 燃エル人妻（8月7日、桃太郎映像出版）
- 人生はめくるめくエロドラマ 2（9月10日、FAプロ）他出演:艶堂しほり、水澤りの、黒木小夜子
- 欲求不満過激妄想 エロ過ぎる三十路妻（9月18日、タカラ映像）
- 手コキクリニック ファン感謝祭 3 ユーザー様の熱い妄想から体験談まで、皆様のリクエストにお応えします!!（12月4日、SODクリエイト）共演:工藤れいか、藤本ちさと、神田美穂、鈴木千里、上原優、浅野弥恵、木村彩、柚木舞

2009年
- エロマンオフィスレディー 2（1月16日、LEO）他出演:石黒あすか、瀬戸あずさ、伊吹怜
- 熟女狩り 第9夜（2月6日、クリスタル映像）他出演:宮川あすか、白川莉紗、青山恭子、瀬戸珠美、黒谷彩乃
- 痴女教師は乳首とおしりが感じて困る（2月13日、LEO）他出演:睦美杏奈、桧山すず

　他　